# Indice d'hydropathie
Ne doit pas être confondu avec Les Hydropathes.
 (décembre 2021).
Si vous disposez d'ouvrages ou d'articles de référence ou si vous connaissez des sites web de qualité traitant du thème abordé ici, merci de compléter l'article en donnant les références utiles à sa vérifiabilité et en les liant à la section « Notes et références ».
En biochimie, l’indice (ou parfois index par anglicisme) d’hydropathie est une mesure qui permet de connaître le caractère hydrophile ou hydrophobe de la chaîne latérale d’un acide aminé. L’hydropathie permet ainsi de déterminer la nature hydrophobe d’une région d’une protéine grâce à la séquence d’acides aminés.
Une chaine latérale d'un acide aminé est hydrophobe si elle est apolaire (chaîne aliphatique composée uniquement d'atomes de carbone et d'hydrogène). Au contraire, elle est polaire si l'acide aminé est chargé électriquement. Les atomes d'oxygène et d'azote peuvent porter des charges électriques partielles par polarisation des liaisons et peuvent donc également participer au caractère hydrophile d'un acide aminé.
Plus un groupement est hydrophobe, plus l'indice d'hydropathie est fort. Il est très faible lorsqu'une chaîne est très polaire.
La structure tertiaire des protéines est en grande partie dépendante du caractère hydrophobe de la séquence des acides aminés qui la composent. En effet, une suite d'acides aminés hydrophobe a tendance à constituer le centre d'un protéine si celle-ci se trouve dans un milieu hydrophile. Par exemple, les protéines transmembranaires comportent des séquences traversant la membrane qui sont hydrophobes, et des séquences hydrophiles en contact avec les milieux physiologiques entourant la membrane.
Le profil d'hydropathie est une représentation graphique faite par un programme qui calcule, pour chacune des positions dans la séquence polypeptidique d'une protéine, la valeur moyenne de l'indice d'hydropathie d'un segment de vingt acides aminés centré autour de cette position. Une valeur positive de l'indince correspond à un comportement hydrophobe du segment et une valeur négative correspond à un comportement hydrophile.